# Hàm tuần hoàn

Minh họa hàm tuần hoàn với chu kỳ

Trong toán học, một hàm tuần hoàn là hàm số lặp lại giá trị của nó trong những khoảng đều đặn hay chu kỳ. Ví dụ quan trọng nhất của những hàm tuần hoàn đó là các hàm lượng giác, mà lặp lại trong khoảng 2π radian. Hàm tuần hoàn được sử dụng thường xuyên để miêu tả các dao động, sóng, và những hiện tượng khác thể hiện tính tuần hoàn.

## Định nghĩa
Hàm số f được nói là tuần hoàn nếu đối với hằng số khác 0 P, ta có
{\displaystyle f(x+P)=f(x)}
đối với mọi x trong miền xác định. Hằng số P khác 0 được gọi là chu kỳ của hàm số. Nếu tồn tại ít nhất một hằng số P có tính chất này, nó được gọi là chu kỳ cơ bản (hoặc chu kỳ cơ sở, chu kỳ gốc.) Thông thường, khi nhắc đến chu kỳ của hàm số thì được hiểu là chu kỳ cơ bản của nó. Một hàm số với chu kỳ P sẽ lặp lại trên những khoảng có độ dài P lần, và những khoảng này đôi khi cũng được coi là chu kỳ của hàm số.
Về mặt hình học, hàm số tuần hoàn có thể được định nghĩa như là một hàm mà đồ thị của nó thể hiện đối xứng tịnh tiến. Cụ thể, một hàm f tuần hoàn theo chu kỳ P nếu đồ thị của f là bất biến dưới phép tịnh tiến theo hướng x bởi một khoảng cách P. Định nghĩa về tính tuần hoàn này có thể mở rộng ra cho những đối tượng hình học khác, cũng như tổng quát hóa cho nhiều chiều, ví dụ như lát mặt phẳng bằng lưới hình (tessellation). Một dãy có thể coi như một hàm có miền xác định trên các số tự nhiên, và một dãy tuần hoàn tuân theo định nghĩa ở trên.

## Ví dụ

Đồ thị hàm sin, thể hiện hai chu kỳ đầy đủ

Ví dụ, hàm sin là hàm tuần hoàn với chu kỳ {\displaystyle 2\pi }, vì
{\displaystyle \sin(x+2\pi )=\sin x}
đối với mọi giá trị của {\displaystyle x}. Hàm này lặp lại trên những khoảng {\displaystyle 2\pi } (xem đồ thị).
Các ví dụ hàng ngày có thể thấy sự tuần hoàn theo thời gian; như kim đồng hồ hoặc pha Mặt Trăng thể hiện tính tuần hoàn. Chuyển động tuần hoàn là chuyển động trong đó vị trí của hệ được biểu diễn theo một hàm tuần hoàn, với cùng một chu kỳ như nhau.
Đối với một hàm xác định trên số thực hoặc số nguyên, điều này có nghĩa rằng toàn bộ đồ thị có thể vẽ ra bằng cách sao chép một phần đặc biệt, lặp lại theo những khoảng đều đặn.
Ví dụ hàm tuần hoàn khác là hàm {\displaystyle f} cho "phần thập phân" theo đối số của nó. Chu kỳ của nó bằng 1. Chẳng hạn,
{\displaystyle f(0,5)=f(1,5)=f(2,5)=\cdots =0,5}
Đồ thị của hàm {\displaystyle f} có dạng lưỡi cưa.

Đồ thị của và ; cả hai hàm tuần hoàn với chu kỳ 2π.

Các hàm lượng giác sin và cos là những hàm tuần hoàn, với chu kỳ 2π. Phạm vi nghiên cứu của chuỗi Fourier dựa trên ý tưởng rằng có thể coi các hàm tuần hoàn 'bất kỳ' bằng tổng của các hàm lượng giác với chu kỳ giống nhau.
Theo định nghĩa trên, một số hàm kỳ lạ, như hàm Dirichlet, cũng là hàm tuần hoàn; trong trường hợp của hàm Dirichlet, bất kỳ số hữu tỷ khác 0 nào đều tuần hoàn.

## Tính chất
Nếu hàm {\displaystyle f} tuần hoàn với chu kỳ {\displaystyle P}, thì với mọi {\displaystyle x} thuộc miền xác định của {\displaystyle f} và mọi số nguyên {\displaystyle n},
{\displaystyle f(x+nP)=f(x)}
Nếu {\displaystyle f(x)} là hàm tuần hoàn với chu kỳ {\displaystyle P}, thì {\displaystyle f(ax)}, với {\displaystyle a} là số thực khác 0, là hàm số tuần hoàn với chu kỳ {\displaystyle {\cfrac {P}{|a|}}}.
Ví dụ, {\displaystyle f(x)=\sin(x)} có chu kỳ {\displaystyle 2\pi } do vậy {\displaystyle \sin(5x)} sẽ có chu kỳ {\displaystyle {\cfrac {2\pi }{5}}}.